# Municipio de Keene (Minnesota)
El municipio de Keene (en inglés: Keene Township) es un municipio ubicado en el condado de Clay en el estado estadounidense de Minnesota. En el año 2010 tenía una población de 155 habitantes y una densidad poblacional de 1,84 personas por km².

## Geografía
El municipio de Keene se encuentra ubicado en las coordenadas 47°0′53″N 96°22′28″O / 47.01472, -96.37444. Según la Oficina del Censo de los Estados Unidos, el municipio tiene una superficie total de 84.36 km², de la cual 83,95 km² corresponden a tierra firme y (0,48 %) 0,41 km² es agua.

## Demografía
Según el censo de 2010, había 155 personas residiendo en el municipio de Keene. La densidad de población era de 1,84 hab./km². De los 155 habitantes, el municipio de Keene estaba compuesto por el 94,84 % blancos, el 1,29 % eran afroamericanos, el 1,94 % eran amerindios, el 0,65 % eran de otras razas y el 1,29 % eran de una mezcla de razas. Del total de la población el 0,65 % eran hispanos o latinos de cualquier raza.